# Slaves for Life
| Críticas profissionais                                                      | Críticas profissionais |
| Avaliações da crítica                                                       | Avaliações da crítica  |
| Fonte                                                                       | Avaliação              |
| --------------------------------------------------------------------------- | ---------------------- |
| About.com                                                                   | [ 1 ]                  |
| Blabbermouth.net                                                            | [ 2 ]                  |
| Metal Hammer                                                                | [ 3 ]                  |
| Metal Underground                                                           | [ 4 ]                  |
| Metalist Israel                                                             | [ 5 ]                  |
| Esta tabela precisa de ser acompanhada por texto em prosa. Consulte o guia. |                        |

Slaves for Life é o álbum de estreia do grupo israelense de metal progressivo/oriental Amaseffer, lançado em 6 de junho de 2008 no pais asiático e em 24 de junho no resto do mundo pela InsideOut Music.
O álbum é o primeiro de uma trilogia que conta a história d'O Êxodo do antigo testamento, no período de escravidão dos hebreus no Antigo Egito, através dos anos e do deserto, até a entrada das Doze Tribos de Israel na terra prometida de Canaã (onde mais tarde Israel seria criado) O álbum conta a história da escravidão dos hebreus, pasa pelo nascimento de Moisés e termina com as Dez pragas do Egito.
Na época da gravação, a banda havia acabado de se separar do vocalista Andy Kuntz, e sua função acabou assumida por Mats Levén (Krux, At Vance, ex-Therion, ex-Yngwie Malmsteen). Vocais adicionais foram feitos por Kobi Farhi do Orphaned Land, Angela Gossow do Arch Enemy e Yotam Avni do Prey for Nothing.
O álbum é considerado um trabalho de metal progressivo, mas também traz elementos de metal sinfônico, world music e sons do Oriente Médio.

## Lista de faixas
| N.º | Título                 | Duração |  |
| 1.  | "Sorrow"               | 2:40    |  |
| 2.  | "Slaves for Life"      | 8:27    |  |
| 3.  | "Birth of Deliverance" | 11:11   |  |
| 4.  | "Midian"               | 11:47   |  |
| 5.  | "Zipporah"             | 6:10    |  |
| 6.  | "Burning Bush"         | 6:33    |  |
| 7.  | "The Wooden Staff"     | 9:13    |  |
| 8.  | "Return to Egypt"      | 3:25    |  |
| 9.  | "Ten Plagues"          | 11:28   |  |
| 10. | "Land of the Dead"     | 6:53    |  |

## Créditos
- Mats Levén - vocal e backing vocal
- Hanan Avramovich - guitarras
- Yuval Kramer - guitarras, baixo
- Erez Yohanan - bateria, percussão, narração, produção
- Kobi Farhi - vocais orientais
- Angela Gossow e Yotam Avni - vocal gutural em "Midian"
- Maya Avraham - vocais femininos em "Zipporah"
- Amir Gvirtzman - flauta
- Yair Yona - baixo em "Zipporah" e "Burning Bush"
- Yatziv Caspi - tablas em "Slaves for Life" e "Midian"
- Markus Teske - mixagem e masterização